# Saxifraga exarata
Saxifraga exarata (Vill., 1779) è una pianta appartenente alla famiglia delle Saxifragaceae, originaria di bacino del Mediterraneo e Medio Oriente. Come le altre piante del genere Saxifraga, è perenne.

## Descrizione
La S. exarata cresce a gruppi che formano dei cuscinetti, con infiorescenze formate da 4 a 8 fiori di color giallo fino al bianco o anche rosso chiaro.
Il fusto è sottile e vischioso, può essere alto dai 3 ai 20 cm. 
Le foglie sono basali cuneate e presentano anteriormente da 3 a 7 solchi che formano dei segmenti ottusi.

## Distribuzione e habitat
La S. exarata è una pianta alpina: si trova fra i 1800 m ed i 3500 m sui rilievi montuosi dell'Europa centrale e del sud. La si trova quindi sulle Alpi, sui Pirenei,  in Spagna fino a Gibilterra,  sugli Appennini, in Albania e nei Balcani, nel Caucaso, Illiria e ad ovest fino in Armenia.

## Galleria d'immagini

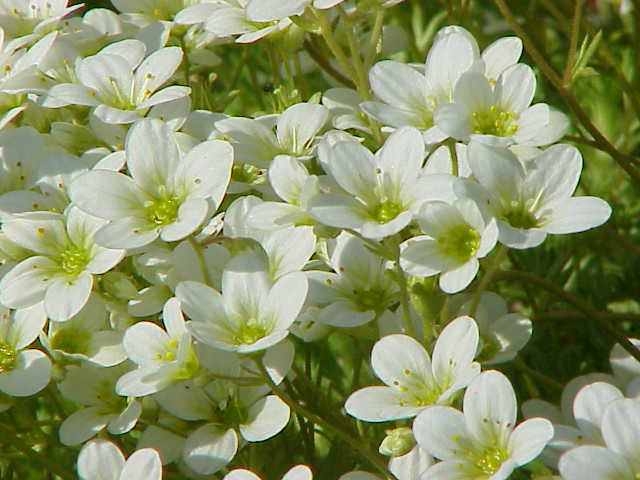
Dettaglio dei fiori
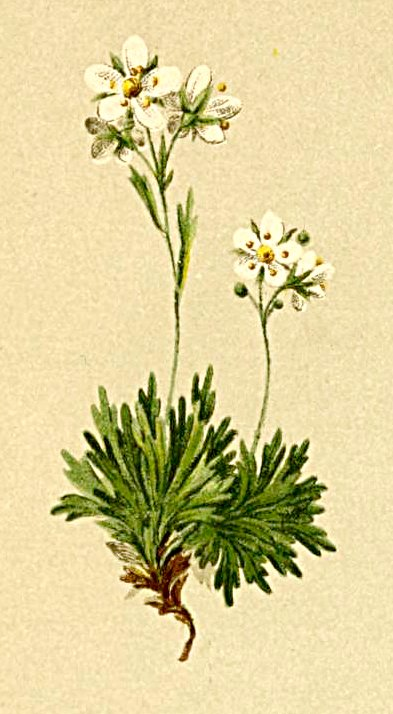
S. exarata  da Atlas der Alpenflora (1882)
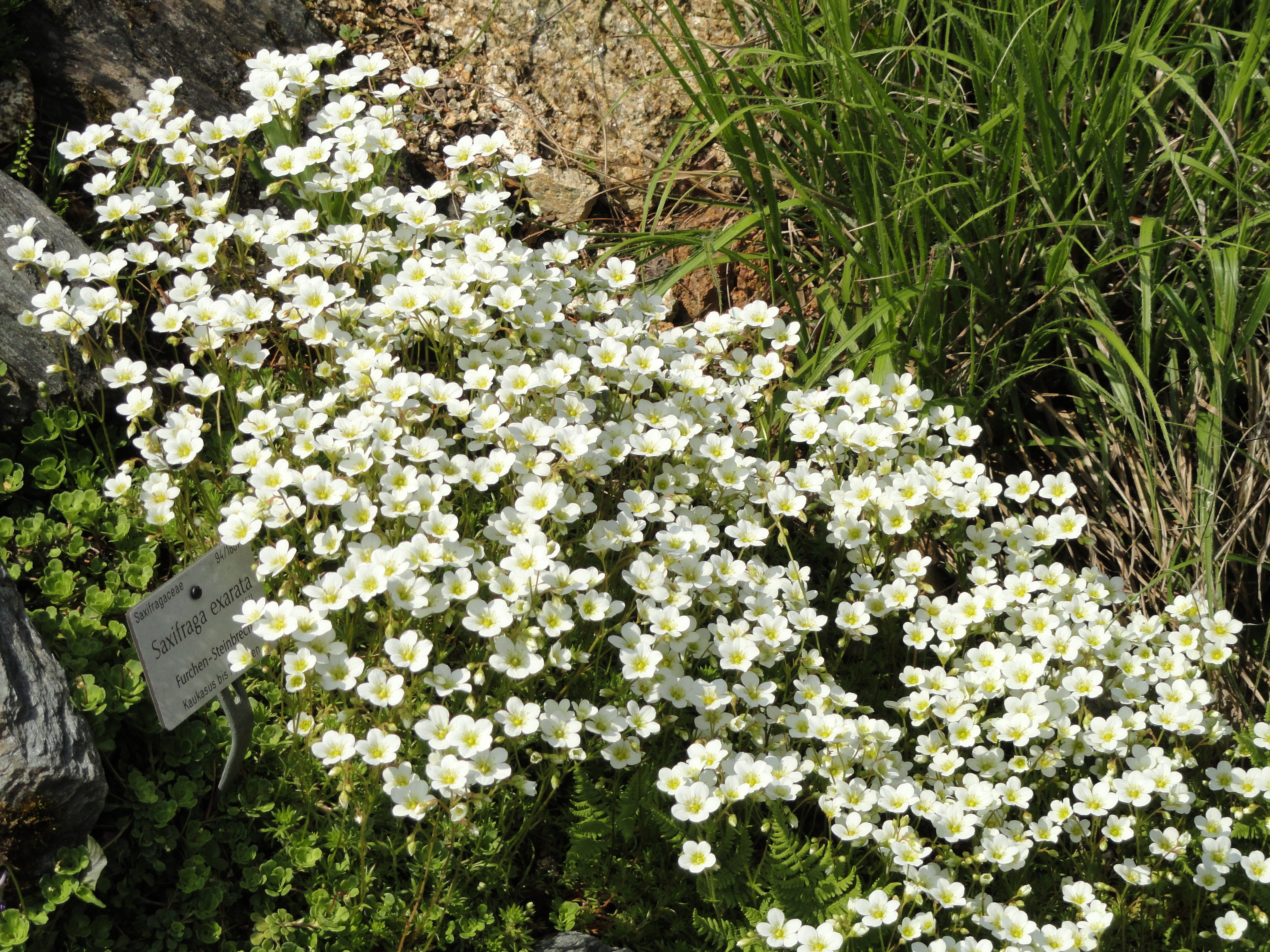
Giardino botanico di Monaco di Baviera
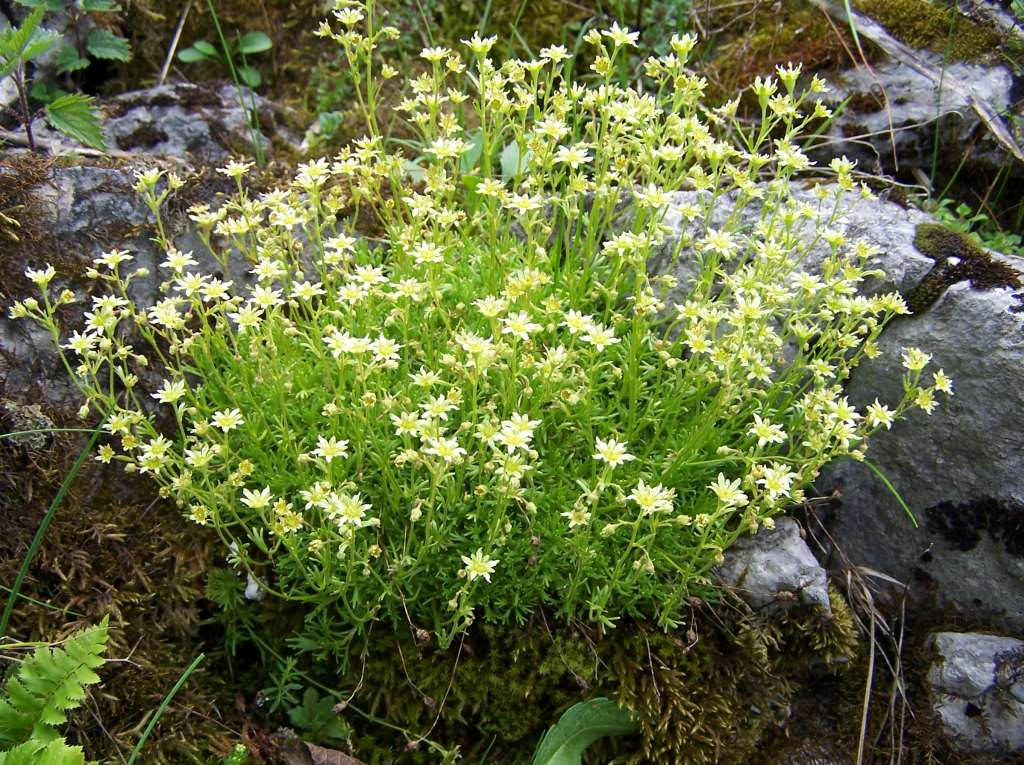
S. exarata subsp. moschata (Wulf.)
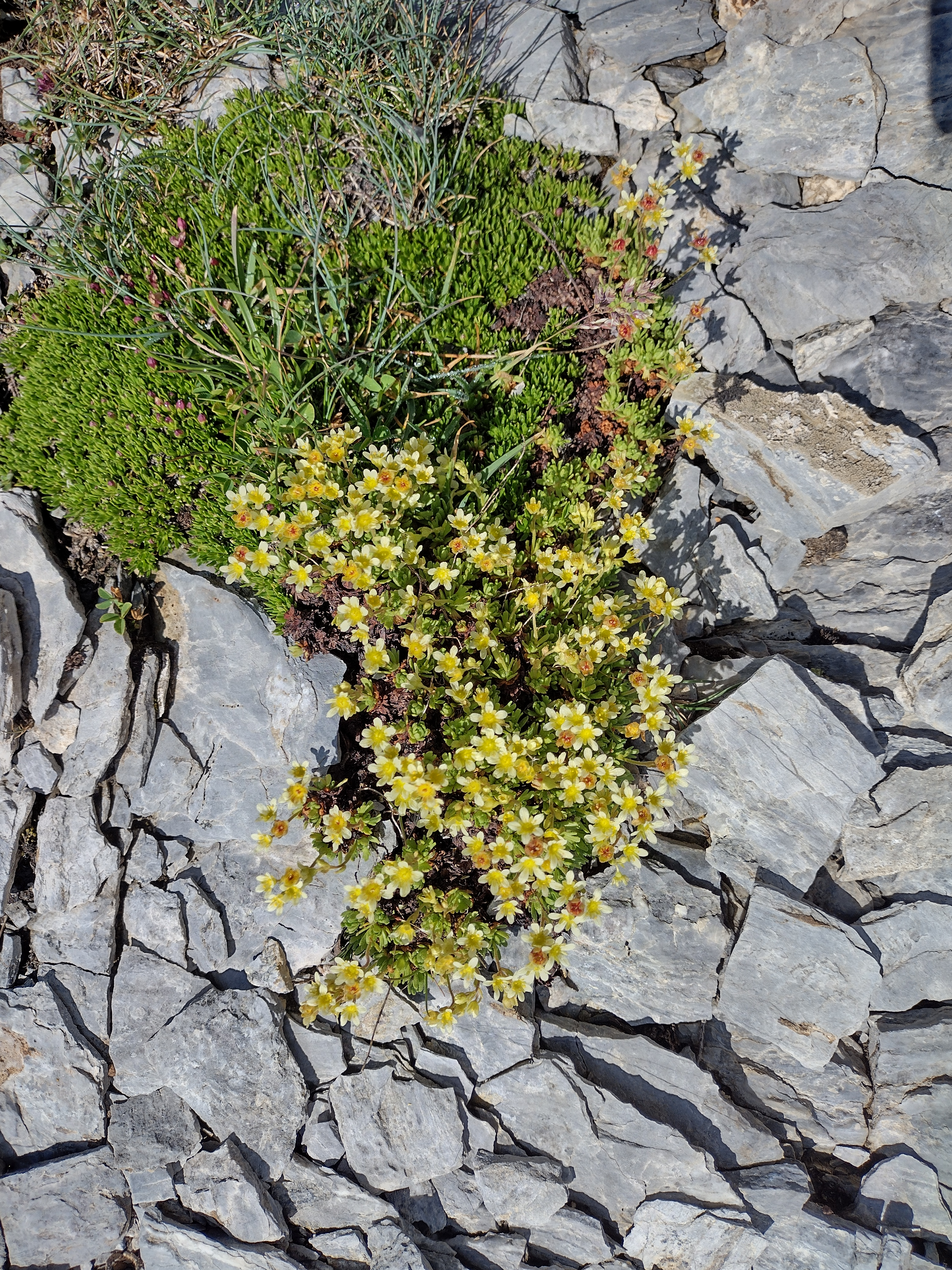
S. exarata su roccia calcarea (Punta Straldi, Alpi liguri)